# Boone (Iowa)
Boone è un comune degli Stati Uniti d'America, situato in Iowa, nella contea di Boone, della quale è anche il capoluogo.